# Sinumelon jimberlanensis
Sinumelon jimberlanensis är en snäckart som beskrevs av Alan Solem 1997. Sinumelon jimberlanensis ingår i släktet Sinumelon och familjen Camaenidae. Inga underarter finns listade i Catalogue of Life.